# Erik IX.

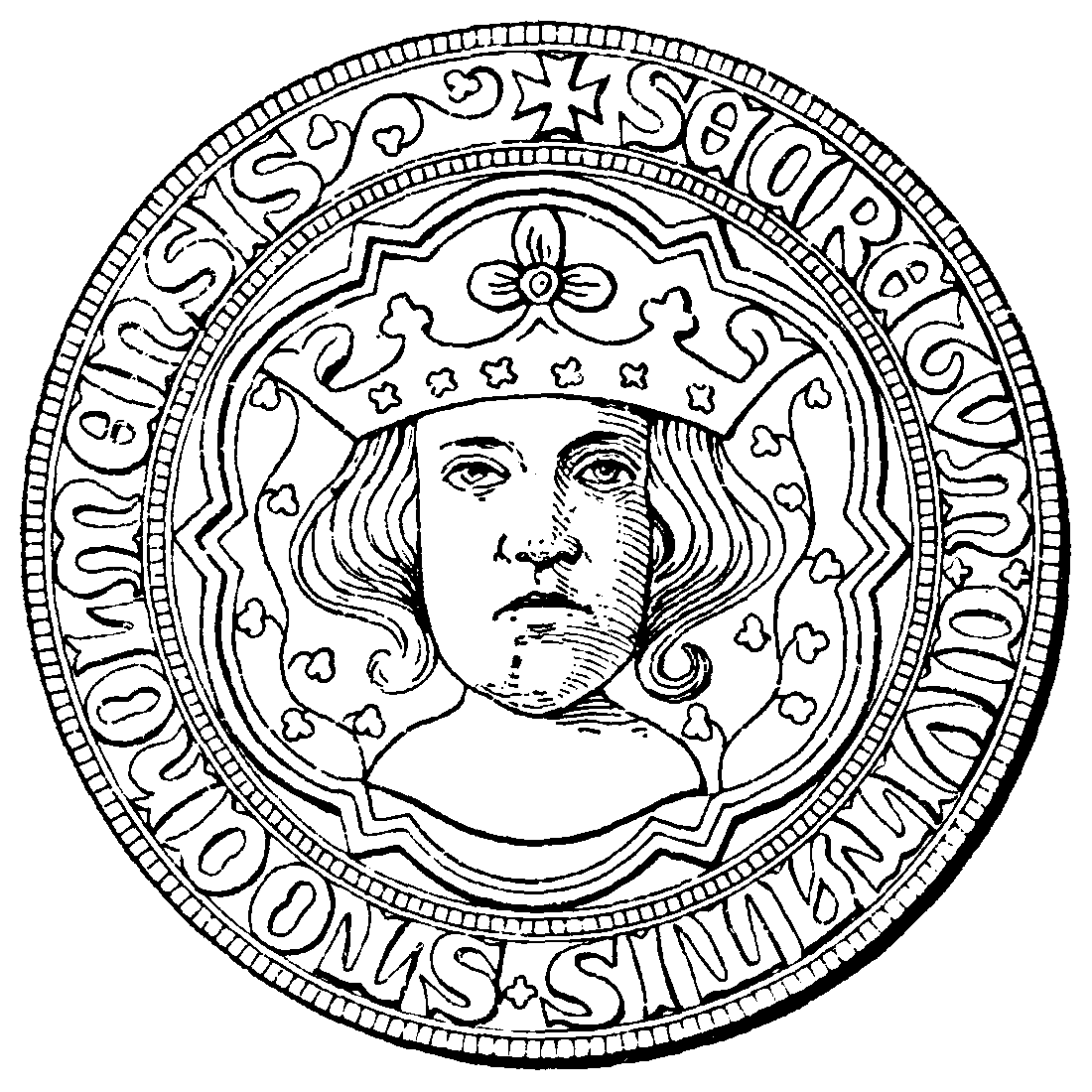
Erik IX. im dritten Siegel von Stockholm

 Erik IX. der Heilige (schwedisch Erik Jedvardsson, auch St. Erik oder Erik den helige; * um 1120 in Västergötland; † angeblich 18. Mai 1160 bei Uppsala) war von 1156 bis 1160 König von Schweden und gilt als heiliger Schutzpatron Schwedens. Sein Gedenktag (römisch-katholisch, außerdem für die Evangelisch-Lutherische Kirche in Amerika) ist am 18. Mai (in Deutschland am 10. Juli).

## Herkunft
Die Identität seines Vaters ist unbekannt. Eine Hypothese, die vom Namen Jedvard ausgeht, besagt, dass er Engländer war. Nach einer literarischen Quelle soll der Name des Vaters Jedvard Bonde gewesen sein, möglicherweise aus Uppland. Diese Vermutung wird aber durch historische Schriften nicht gestützt. Jedenfalls hatte er starke Verbindungen nach Västergötland, möglicherweise über Besitzungen seiner Frau Kristina, der Enkelin von Inge I. Erik hatte einen Bruder Joar Jedvardsson.
In einem schwedischen Annal aus der Zeit um 1300 soll seine Mutter Cecilia geheißen haben und Tochter von Blot-Sven sowie Schwester von Ulf Jarl und Kol gewesen sein, sicherlich eine Vermengung mit Kol Sverkersson von Schweden. Es handelt sich offenbar um eine Konstruktion aus isländischem und einheimischem genealogischen Stoff und beinhaltet offensichtliche Widersprüche. Tatsachen lassen sich daraus nicht gewinnen.

## Berichte über sein Leben
Sämtliche Aussagen über Eriks Herrschaft sind historisch umstritten und möglicherweise lediglich Legenden. Die Informationen entstammen größtenteils den Heiligenlegenden aus dem 13. Jahrhundert. Es gibt keine Nachrichten aus seiner eigenen Lebenszeit. Unklar ist, wie und wann er auf den Thron kam und welchen Umfang sein Reich hatte. Eine Urkunde seines Sohnes Knut Eriksson nennt ihn als König. In einer Königsliste aus der Mitte des 13. Jahrhunderts wird er hinter Sverker I. aufgeführt, in der Königsreihe von Uppsala vor Magnus Henriksson, in der Königsreihe des Västgötalag vor Karl Sverkersson. Diese Quelle erwähnt auch seinen gewaltsamen Tod, was durch eine Papstbulle an Knut bekräftigt wird.
Um 1150 soll er zusammen mit Henrik von Uppsala einen Kreuzzug nach Finnland unternommen haben. Er sei umgekehrt und habe Bischof Henrik zurückgelassen. Der sei sofort getötet und zum Märtyrer erhoben worden. Er wurde in einen Heiligenschrein gelegt und erst nach Nousis, dann in die Domkirche von Åbo gebracht. Dieser Bericht aus der Erikslegende dürfte seine Grundlage darin haben, dass man ihm die Ehre zuschreiben wollte, die schwedische Eroberungspolitik nach Osten eingeleitet zu haben, die zur Zeit der Abfassung aktuell war.
1156 oder früher trat er erstmals als König der Svear in Erscheinung. 1158 wurde Erik zum König von Västergötland gewählt, aber nie in Östergötland, wo man Karl Sverkerson vorzog. Unter seiner Regierungszeit vollendete man die alte Domkirche von Uppsala, die Erik zusammen mit dem Bischof Henrik einweihte. Wahrscheinlich wurde er 1155 oder 1156 König des gesamten damaligen Schwedenreiches. Innerhalb seines Reiches gab es noch verbreiteten heidnischen Widerstand gegen die Christianisierung, der aber unter Erik nahezu vollkommen beseitigt wurde.
In einer dänischen Klosterchronik aus dem Ende des 12. Jahrhunderts wird geschildert, dass das Ehepaar in Schweden 1143 zwei Zisterzienserklöster gegründet habe. Das eine davon kam nach Varnhem, wo eine reiche Verwandte Kristinas namens Sigrid den Mönchen ein Grundstück mit reichem Zubehör schenkte. Aber nach dem Tode Sigrids forderte Kristina die Landgüter als Erbe heraus und hetzte das Volk gegen die Mönche dermaßen auf, dass sie 1158 nach Vitskøl in Jütland umzogen. Doch später besannen sich der König und Kristina anders, und Mönche aus Alvstara besiedelten Varnhem neu. Diese Darstellung zeigt Erik um 1158 als König in Västergötland. 1158, ein Jahr vor der Gründung des Klosters Vitskøl, bildet somit einen genaueren Fixpunkt in der Chronologie König Eriks.
Eine wichtige Etappe auf dem Weg der Christianisierung war auch der Kirchentag von Linköping. Erik und seine Söhne waren in Auseinandersetzungen mit dem Sverkergeschlecht um die Herrschaft über Schweden verwickelt.
Die St.-Eriks-Legende berichtet, dass er am Himmelfahrtstag, dem 18. Mai 1160, bei der Dreifaltigkeitskirche von Östra Aros (Uppsala) vom dänischen Prinzen Magnus Henriksson getötet wurde.
Ein idealisiertes Bild von Erik dem Heiligen wurde in das Stadtwappen von Stockholm integriert.

## Zum Tod Eriks des Heiligen

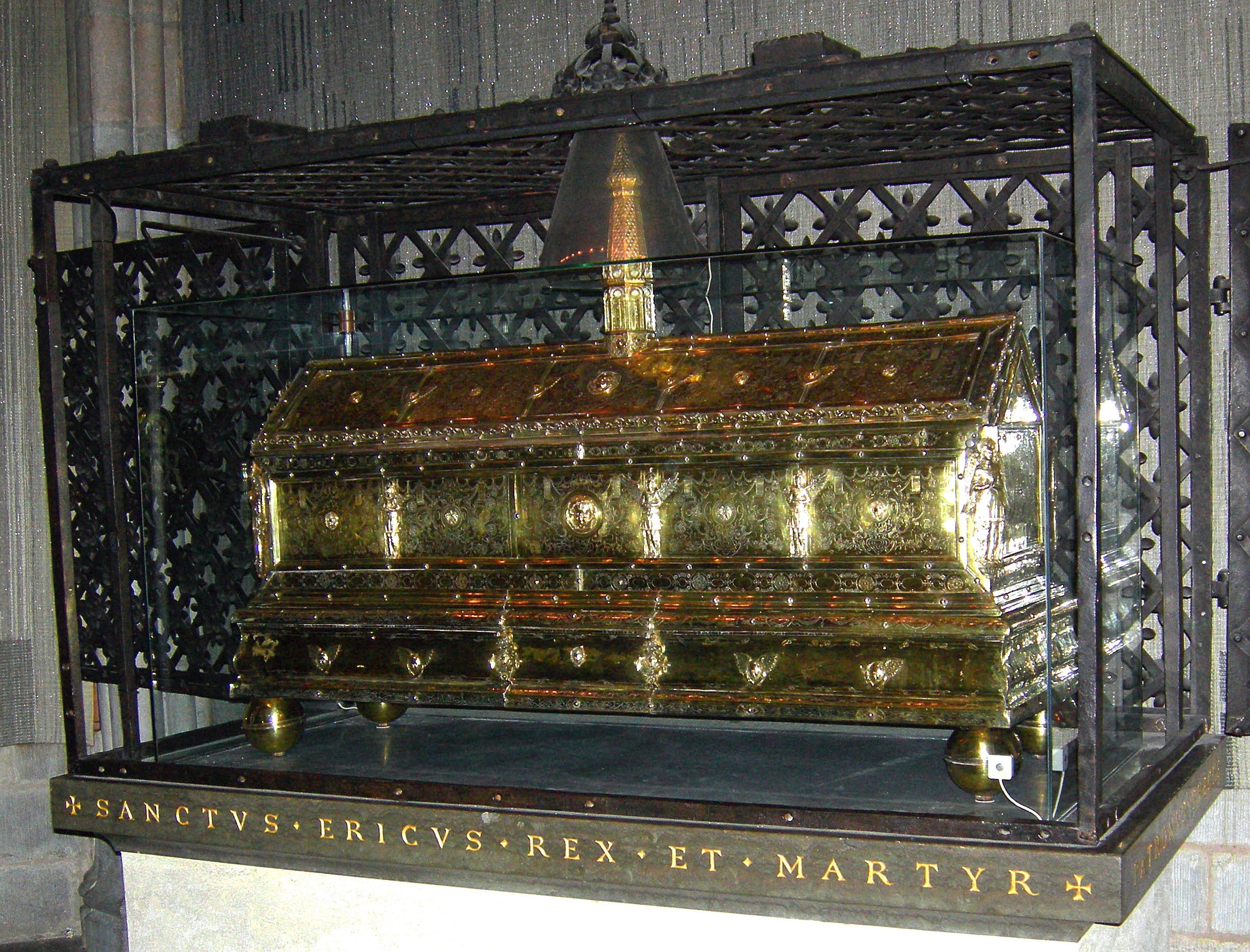
Schrein im Dom zu Uppsala

In der Legende sind einige Merkwürdigkeiten beschrieben, die bei Eriks Tod und an seinem Grab stattgefunden haben sollen. So wird erzählt, dass an der Stelle, wo Erik fiel, eine Quelle entsprang. Die Quelle gibt es noch heute an der Nordseite des neuen Dom von Uppsala. Sie ist mit einer großen gusseisernen Pumpe markiert. In der damaligen Zeit war beim Tod eines Heiligen das Entstehen einer Quelle unabdingbar. Allerdings werden zu dieser Quelle keines der sonst üblichen Wunder berichtet.

## Ehe und Nachkommen
Erik IX. heiratete vor 1158 Kristina Björnsdotter (* um 1120/25, † 1170) aus dem Haus Estridsson – der Familie der Könige von Dänemark.
Kristinas Vater war der dänische Prinz Björn Haraldsen “Eisenseite” († 1134) – der ein Sohn des dänischen Prinzen Harald Kesja († 1135) und der Ragnhild von Norwegen, einer Tochter von Magnus III. Olavsson "Barfuß" König von Norwegen (1095–1103) und ein Enkel von Erik I. Ejegod König von Dänemark (1095–1103) war.
Kristinas Mutter war Katharina Ingesdotter von Schweden, eine Tochter von Inge I.  Stenkilsson, König von Schweden (1080–1101) und der Helena, die vermutlich eine Schwester von Blot-Sven (Opfer-Sven) (* um 1050; † um 1087) war, der von etwa 1084 bis 1087 als heidnischer Regionalkönig in Schweden regierte. Erik war daher durch seine Ehe mit dem dänischen, dem norwegischen und mit dem früheren schwedischen Königshaus der Stenkils verschwägert.
Erik hinterließ mehrere Kinder:
- Knut I. Eriksson König von Schweden (1167–1196), (näherer Stammvater des Eriksgeschlechts bis 1250)
- Margrete Eriksdotter († 1209), heiratete 1185 Sverre Sigurdsson König der Birkebeiner, König von Norwegen (1177–1202) (näherer Stammvater der Könige von Norwegen bis 1319)
- Katarina Eriksdotter, heiratete Nils Blaka
- Filip Eriksson,  Großvater von Knut II. Holmgersson  „der Lange“  König von Schweden (1229–1234) (zwei Söhne wurden hingerichtet und starben ohne Nachkommen.)

## Forschungsdebatte
Bis heute ist umstritten, was von den Erik zugeschriebenen Taten real und was Legende ist. Es gibt lediglich eine dänische Klosterchronik von kurz vor 1200, die als zeitgenössische Bestätigung gelten kann, dass Erik tatsächlich existierte. Alle anderen Aussagen über seine Herrschaft sind lediglich als Legenden überliefert. Die Angaben der schwedischen Annalen, dass Erik nach zehn Jahren an der Regierung am 18. Mai 1160 getötet wurde, haben keine entscheidende Beweiskraft, obgleich sie in der zweiten Hälfte des 13. Jahrhunderts niedergeschrieben wurden. Das gilt auch für sein Todesjahr, das auf einer mittelalterlichen annalistisch-chronologischen Konstruktion beruht.
Eriks Gebeine sind untersucht worden. Die Halswirbel waren durch einen kräftigen Hieb von vorn durchtrennt. Die Osteologen stellten ein Alter von ungefähr 40 Jahren fest. Das Skelett ist 167 cm lang, also etwas geringer als der damalige Durchschnittswert. Die Grabkrone war aus vergoldetem Kupfer. Reliquienräuber haben die Spitzen abgebrochen. Es handelt sich um die älteste erhaltene Königskrone.
Dass Saxo Grammaticus in seinen Schilderungen des 12. Jahrhunderts Erik überhaupt nicht erwähnt, deutet darauf hin, dass er in seiner Zeit keine besondere Bedeutung hatte. Die Schilderungen Saxos über die Zeit und die Tradition innerhalb der Sverker-Dynastie verkomplizieren die Erhellung der Ereignisse. Saxo sagt, dass Magnus Henriksson den Mord an Sverker I. veranlasst habe und noch vor Karl Sverkersson, der Nachfolger seines Vaters wurde, König geworden sei. Nach der Tradition der Sverker-Dynastie soll der Vorgänger von Erik Knutsson Sverker ermordet haben. Sverkers Sohn sei diesem direkt auf dem Thron gefolgt. Offensichtlich ist Erik in der Periode der Unruhen, die von Sverkers I. Tod um 1155 bis Knut Erikssons endgültigem Sieg in den 1170er Jahren dauerten, gar nicht wahrgenommen worden. Eriks Bedeutung für Schweden liegt nicht in seiner Regierungstätigkeit, sondern in seiner Eigenschaft als Stammvater einer Herrscherdynastie und als Nationalheiliger.
Der schwedische Historiker Knut Stjerna (1874–1908) begann durch quellenkritische Untersuchungen das Bild Eriks neu vorzustellen. Es handele sich um eine unbedeutende Person, einen Usurpator, dem es für einige Jahre gelungen sei, eine labile Machtposition in einem Teil des Reiches zu behaupten. Wegen seiner Frau, die Stjerna für eine Tochter von Blot-Sven hielt, und seiner mönchsfeindlichen Politik hielt er ihn sogar für identisch mit Erik Årsäll, der in der Heimskringla als letzter Repräsentant des Heidentums geschildert wird, der erst gegen Ende seines Lebens seine kirchenfeindliche Haltung aufgegeben habe. Damit stellte sich Stjerna gegen eine tiefverwurzelte Tradition, was alsbald Widerspruch hervorrief. Sein Hauptkritiker war der Archivar Carl Mauritz Kjellberg. Er kritisierte voreilige und unbelegbare Schlussfolgerungen Stjernas. Die Identifizierung Eriks des Heiligen mit Erik Årsäll wies er kategorisch zurück. Er berief sich auf einen Brief von Erik Knutsson, in dem dieser Gaben seiner Vorgänger, unter anderem von Erik, an das Kloster Nydala bestätigte, und eine Papstbulle aus den 1170er Jahren, in der von einer bei den Svear als heilig verehrten Person die Rede sei, die an ihrer Trunksucht gestorben sei. Das sollte belegen, dass Erik jedenfalls über Småland geherrscht und Klöster gefördert habe und dass es einen schwedischen Kreuzzug gegen Finnland in den 1170er Jahren gegeben habe. Das sei mit Stjernas Bild von Erik unvereinbar. Die folgende wissenschaftliche Diskussion befasste sich im Wesentlichen mit der Deutung der Papstbullen jener Zeit, in denen Erik allerdings nicht namentlich genannt wird.
Einen anderen Ansatz wählte Knut Bernhard Westman (1881–1967), der die Schilderung Eriks auf dem Hintergrund der damaligen kirchenpolitischen Lage und den religiösen Gegensätzen untersuchte. Er sah in der frühen antikirchlichen Haltung Eriks und seiner Nachkommen kein laues Christentum und keine Sympathie für das Heidentum, wie Stjerna, sondern eine konservative nationalkirchlich orientierte Einstellung, während die Könige aus dem Geschlecht der Sverker der gregorianischen Kirchenreform nahegestanden hätten. Der Erikslegende billigte er in diesem Zusammenhang einen hohen Quellenwert zu. Außerdem würdigte er Erik als Begründer einer Königsdynastie.
Lauritz Weibull (1873–1960) verfolgte einen besonders quellenkritischen Ansatz. Sein Ergebnis war, dass sowohl Stjernas Schilderung Eriks als dem Heidentum nahestehend, als auch Westmans Darstellung als konservativen nationalkirchlichen Bestrebungen nahestehend als unbeweisbar abzulehnen seien. Ein Bild Eriks als Ganzes hielt er für unmöglich. Außer einigen Episoden sei nichts Sicheres auszumachen. Damit müsse der Historiker sich zufriedengeben.

## Der Kult um Erik
Der Kult um den heiligen Erik ist im Zusammenhang mit dem Olavskult in Nidaros zu sehen. Das Erzbistum Uppsala war 1164, also 10 Jahre nach dem Erzbistum Nidaros, gegründet worden. Im Gegensatz zum norwegischen Erzbistum blieb das schwedische Erzbistum dem dänischen Erzbistum Lund untergeordnet. Dies hatte Papst Alexander III. ausdrücklich so bestimmt. Das schwächte die Autorität des Erzbischofs in Uppsala, und so kam es im Mittelalter zu einem dauernden Bestreben, sich von der Vorherrschaft von Lund zu lösen. Für dieses Ziel sollte auch ein eigener Heiligenkult eingesetzt werden, der auch zu eigenen Einnahmen aus dem Pilgerwesen führen würde. Die früheste schriftliche Überlieferung, dass Erik zu Ehren ein Heiligenfest stattfand, ist in einem liturgischen Kalender aus dem Jahre 1198 enthalten, dem Vallentunakalender. Dort wird das Fest des Hl. Erik für den 18. Mai notiert. Vorher kann der Kult nur sehr lokal gewesen sein. Das schriftliche Material über die Domkirche in Alt-Uppsala erwähnt Erik in der ersten Hälfte des 13. Jahrhunderts überhaupt nicht. Statt seiner tritt der Hl. Lars (= Laurentius) hervor. In einem Brief von 1232 nennt der Papst die Domkirche „titulo beati Laurentii Martiris insignita“. Eine Ursache dafür wird darin gesehen, dass dem Dom zu Uppsala lange Zeit ein eigens Domkapitel fehlte, das sich um einen Heiligenkult hätte bemühen können. Es wird zwar für das Ende des 12. Jahrhunderts von einem Domkapitel gesprochen, doch man weiß nicht, wie groß es war und wie es organisiert war. Es muss bald aufgelöst worden sein, denn der Papst stellt in einem Brief von 1224 fest, dass in Uppsala ein Domkapitel fehle. Erst in der Mitte des 13. Jahrhunderts werden energische Anstalten für einen Erikskult unternommen. 1256 schrieb der Erzbischof Lars von Uppsala an den Papst und bat um die Gewährung des Ablasses für den Besuch des Grabes des Hl. Erik. Nun wurde Erik auch zum Kirchenpatron des Domes gemacht. Dies geschah im Zusammenhang mit der Verlegung des Erzbischofssitzes von Alt-Uppsala nach Östra Aros, wie das heutige Uppsala damals hieß. Alt-Uppsala war zu abgelegen, und der dortige Dom hatte daher zu wenige Besucher. Erst anlässlich dieser Umsiedlung kam Östra Aros als Todesort von Erik ins Gespräch. Es gibt keinerlei Anzeichen dafür, dass Östra Aros vor der Umsiedlung des Bischofssitzes irgendeine Bedeutung im Zusammenhang mit Eriks Tod hatte. Vielmehr ist davon auszugehen, dass der historische Todesort längst in Vergessenheit geraten war und die Geistlichkeit der Domkirche damit freie Hand hatte, den Todesort selbst zu bestimmen. Treibende Kraft war der Erzdiakon und spätere Erzbischof Folke Johansson aus dem mächtigen Ängel-Geschlecht, ein Verwandter der Königsfamilie. 1273 fand die feierliche Translation der Reliquien von Gamla Uppsala nach Ostra Aros statt. So ähnlich war bereits beim heiligen König Edmund von East-Anglia verfahren worden. Bei dieser Gelegenheit wurde auch die heilige Quelle entdeckt; denn in Nordeuropa waren heilige Quellen für die Kultetablierung notwendig. Man findet sie bis nach Island verbreitet. Allerdings gelang es nicht, die Quelle im Kult zu verankern. Sie wird in keinem Mirakelbericht über Erik erwähnt und hatte auch sonst keine Bedeutung.
Treibende Kräfte in der Etablierung des Erikskultes waren besonders die Dominikaner und Franziskaner. Erzbischof Lars, in dessen Amtszeit erstmals der Erikskult erwähnt wird, war selbst Franziskaner. Der Verfasser der Erikslegenden war Prior des Dominikanerklosters in Sigtuna. Auch Erzbischof Johannes, der als Erster Erik in seinem Siegel führte, war vorher Prior in Sigtuna gewesen, und in vielen Wunderberichten treten Personen der beiden Bettelorden auf. Neben der Geistlichkeit war auch die Königsmacht an dem Erikskult interessiert. Der Anspruch Birger Jarls auf den Königsthron für seinen Sohn Valdemar wurde auf dessen über die Mutter hergeleitete Verwandtschaft mit dem Heiligen Erik gestützt. Die neue Dynastie stattete den Dom und das Kapitel mit Donationen großzügig aus. Eine Wundergeschichte im Zusammenhang mit Birger Jarl zeigt die Konkurrenz zu Olav dem Heiligen: Birger Jarl war Anfang 1290 schwer erkrankt. Sein engster Vertrauter Karl Tyske ging den heiligen Erik um Hilfe an, nachdem er durch das Los hatte bestimmen lassen, welchen Heiligen er anrufen sollte, Olav oder Erik oder St. Nikolaus. Natürlich fiel das Los auf Erik, und nach einem Gelübde für eine Wallfahrt genas Birger. Dieser Karl war der Bruder des späteren Erzbischofs in Uppsala Nils Kettilsson. Die Geistlichkeit, die Königsmacht und die Aristokratie von Uppland bildeten ein Netz um den Dom zu Uppsala und den dortigen Erikskult. Die Upplands-Aristokratie legte besonderen Wert auf eine irgendwie geartete Verwandtschaft mit Erik dem Heiligen, und die Heiligenlegenden um ihn erwähnen viele Aristokraten aus diesen Familien.
Trotz dieser Bemühungen konnte sich der Erikskult nicht über das Kernland in Uppland hinaus ausbreiten. Die nördlichen Gebiete des Erzbistums blieben vom Kult nahezu unbeeinflusst. Die Überrepräsentation der Geistlichen und der Aristokraten bei den überlieferten Pilgern lässt vermuten, dass der Eriks-Kult ein Elitekult blieb, der nie eine Verwurzelung im einfachen Volk fand.